# 피츠 앤드 더 탠트럼스
피츠 앤드 더 탠트럼스(Fitz and The Tantrums)는 2008년 로스앤젤레스에서 결성된 미국의 인디 팝 밴드이다. 데뷔 앨범 Pickin' Up the Pieces는 2010년 발매되었다.

## 음반 목록
- Pickin' Up the Pieces (2010)
- More Than Just a Dream (2013)
- Fitz and the Tantrums (2016)